# Riviera Radio
Riviera Radio est une station de radio située à Monaco, émettant en anglais de San Remo à Saint-Tropez. Elle diffuse principalement des informations locales sur la principauté et toute la Côte d'Azur.

## Historique
La création de la station remonte en 1987, par Steve Cosser et Ray Gamble sur demande de la Princesse Grace. Sa création permettait de promouvoir la langue anglaise sur la Côte d'Azur.
La station a été revendue le 18 décembre 1987, à Richard Wisener.
Depuis 2003, la radio est dirigée par Paul Kavanagh.

## Programmation
La radio diffuse principalement de la musique anglophone, des années 1980 à aujourd'hui.
Des informations internationales (en partenariat avec la BBC) et locales sont diffusées tous les jours.

## Logos

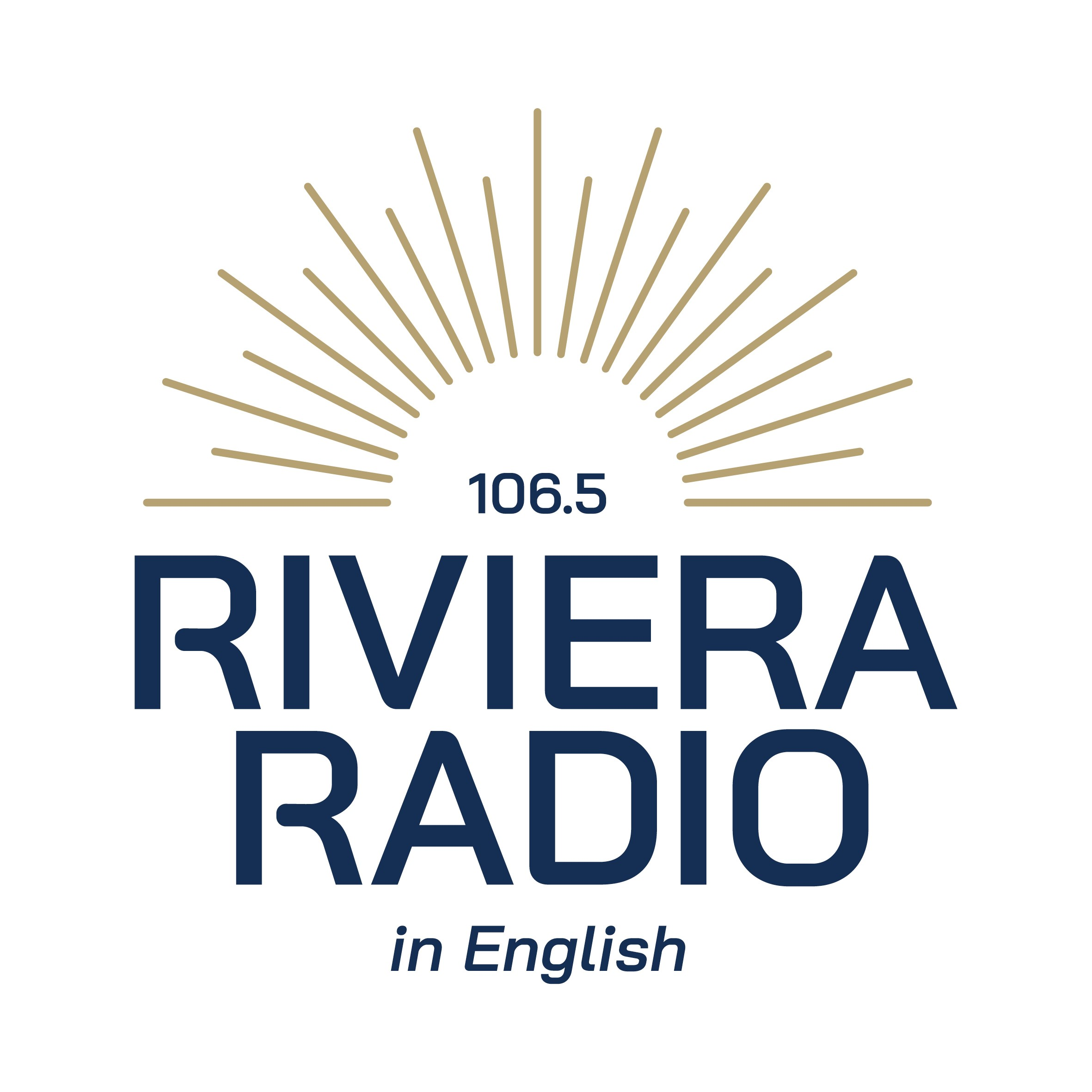